# Дражен Ковачевић
Дражен Ковачевић (Загреб, 20. октобар 1974) српски је стрипски аутор.
Најпознатија дела је урадио за француске издаваче: серијал „Точак“ са Гораном Скробоњом, „Валкира“ са Силваном Кордуријем и друге.
Завршио је Факултет примењених уметности 1999. у Београду. Осим стрипова, аутор је и бројних илустрација за издаваче у Белгији, Холандији и Србији.

## Стрипографија
- „,“ сценарио Горан Скробоња

1. , „Glénat“, Француска, 2001. Адаптација сценарија: Владимир Весовић
2. I, —||—, 2002
3. II, , —||—, 2003.
4. III, —||—, 2005.

- „“, сценарио Филип Тиро (Philippe Thirault)

1. , , Француска, 2003.
2. , —||—, 2005.
3. , —||—, 2006.
4. , —||—, 2010.

- „“, сценарио Силван Кордури

1. , „“, Француска, 2009.
2. , —||—, 2011.

- „“, сценарио Силван Кордури

1. , „“, , Француска, 2012.

## Важније награде и признања
- Прва награда на међународном стрипском такмичењу куће „Глена“, коауторски са Гораном Скробоњом и Владимиром Весовић, Француска 2000.